# Marija Vujović
Marija Vujović (Montenegrino:Марија Вујовић), nacida el 19 de mayo de 1984 en Titograd, Yugoslavia, (ahora Podgorica, Montenegro) es una modelo montenegrina. 
Fue descubierta por Elite Model Management en su ciudad natal después de que sus amigos la animaran a participar en el Dries Van Noten show en París en 2002.
Ha figurado en campañas para la fragancia de Dolce & Gabbana y Rive Gauche de Yves Saint Laurent. En 2006, Dolce & Gabbana contrató a Vujović para los anuncios de Light Blue siendo fotografiada por Mario Testino en Capri. El comercial recibió 11 millones de reproducciones en línea, y según investigadores británicos, es uno de los anuncios más sexys jamás hechos.
Vujović fue fotografiada por Steven Meisel para la campaña de Dolce & Gabbana, de Mert & Marcus para Bulgari y por Michael Thompson para RMK.  Ha desfilado para diseñadores como Calvin Klein, Donna Karan, y Gucci. Vujović desfiló en los Victoria's Secret fashion shows de 2005 y 2007 .
La prensa publicó erróneamente que ella estaba relacionada con el presidente de Montenegro, Filip Vujanović.
Ha recibido clases de música clase y de actuación.